# بلفوسس
بلفوسس (به فرانسوی: Bellefosse) یک کمون در فرانسه است که در ووژ (فرانسه) واقع شده‌است. بلفوسس ۷٫۳۴ کیلومتر مربع مساحت دارد.